# Foreste decidue illiriche
Le foreste decidue illiriche sono un'ecoregione terrestre dell'ecozona paleartica, appartenente al bioma delle foreste, boschi e macchie mediterranei (codice ecoregione: PA1210). Si sviluppano lungo la costa orientale del mare Adriatico per circa 1.000 km, dal golfo di Trieste fino alla Grecia settentrionale.
L'ecoregione presenta un tasso relativamente elevato di endemismo floristico, con numerose specie relitte, e una notevole diversità faunistica. L'area ospita inoltre diversi siti riconosciuti come Important Bird Area(IBA).
Lo stato di conservazione è considerato in pericolo critico.
La regione fa parte dell'ecoregione globale n. 123 Formazioni forestali mediterranee, inserita nella lista Global 200 del WWF.

## Territorio
L'ecoregione si estende lungo la costa adriatica orientale, dal golfo di Trieste attraverso l'Istria e le zone costiere di Croazia, Bosnia ed Erzegovina, Montenegro (escluse le isole dalmate), Albania e l'Epiro nord-occidentale in Grecia. Comprende anche l'altopiano carsico sloveno al confine con l'Italia, dove interessa l'area della Venezia Giulia, nelle provincie di Gorizia e Trieste.
Il clima è caratterizzato da un'elevata piovosità annuale, compresa tra 1.500 e 2.000 mm, con punte locali fino a 3.000 mm. Le temperature medie invernali (gennaio) variano tra -10 °C e 0 °C, mentre in luglio si registrano medie comprese tra 15 e 20 °C.

## Flora
La copertura forestale è articolata in due fasce principali: una di conifere alle quote più elevate (1.200-2.500 m) e una di latifoglie miste, che occupa le altitudini intermedie e le pianure.
Le foreste di conifere sono dominate da Picea abies (abete rosso), Abies alba (abete bianco) e Pinus nigra (pino nero). Nelle zone montane più elevate e lungo i versanti esposti a est, si trovano boschi misti di abete bianco, abete rosso e Fagus sylvatica (faggio).
A quote medio e inferiori prevalgono foreste miste di faggio e querceti caducifogli, con una ricca varietà di specie: Quercus frainetto (farnetto), Quercus pubescens (roverella), Quercus cerris (cerro), Quercus virgiliana (quercia castagnola), Quercus dalechampii, e latifoglie come Carpinus orientalis (carpino orientale), Castanea sativa (castagno), Ostrya carpinifolia (carpino nero), Tilia spp. (tiglio), Sorbus spp. (sorbo) e Acer spp. (acero).
Alle quote più basse e vicino alla costa predominano specie sempreverdi come il leccio (Quercus ilex) e il pino d'Aleppo (Pinus halepensis), insieme a formazioni di macchia mediterranea con Pistacia terebinthus (terebinto), Rhamnus alaternus (alaterno), Phillyrea latifolia (ilatro) e Arbutus unedo (corbezzolo).

## Fauna
L'ecoregione è caratterizzata da una notevole biodiversità faunistica, in particolare ornitologica. Tra le specie presenti si segnalano il gallo cedrone (Tetrao urogallus), il grifone (Gyps fulvus), il falco pellegrino (Falco peregrinus) e il gheppio (Falco tinnunculus). Diversi siti sono stati classificati come Important Bird Areas per la presenza di specie minacciate.
Tra i grandi mammiferi si trovano il lupo (Canis lupus), l'orso bruno (Ursus arctos) e la lince eurasiatica (Lynx lynx), oltre a grandi erbivori come il capriolo (Capreolus capreolus), il cervo nobile (Cervus elaphus) e il camoscio (Rupicapra rupicapra)

## Popolazione
La densità demografica nell'ecoregione è relativamente bassa, con la popolazione distribuita principalmente in piccoli centri abitati, in prevalenza lungo le coste.

## Conservazione

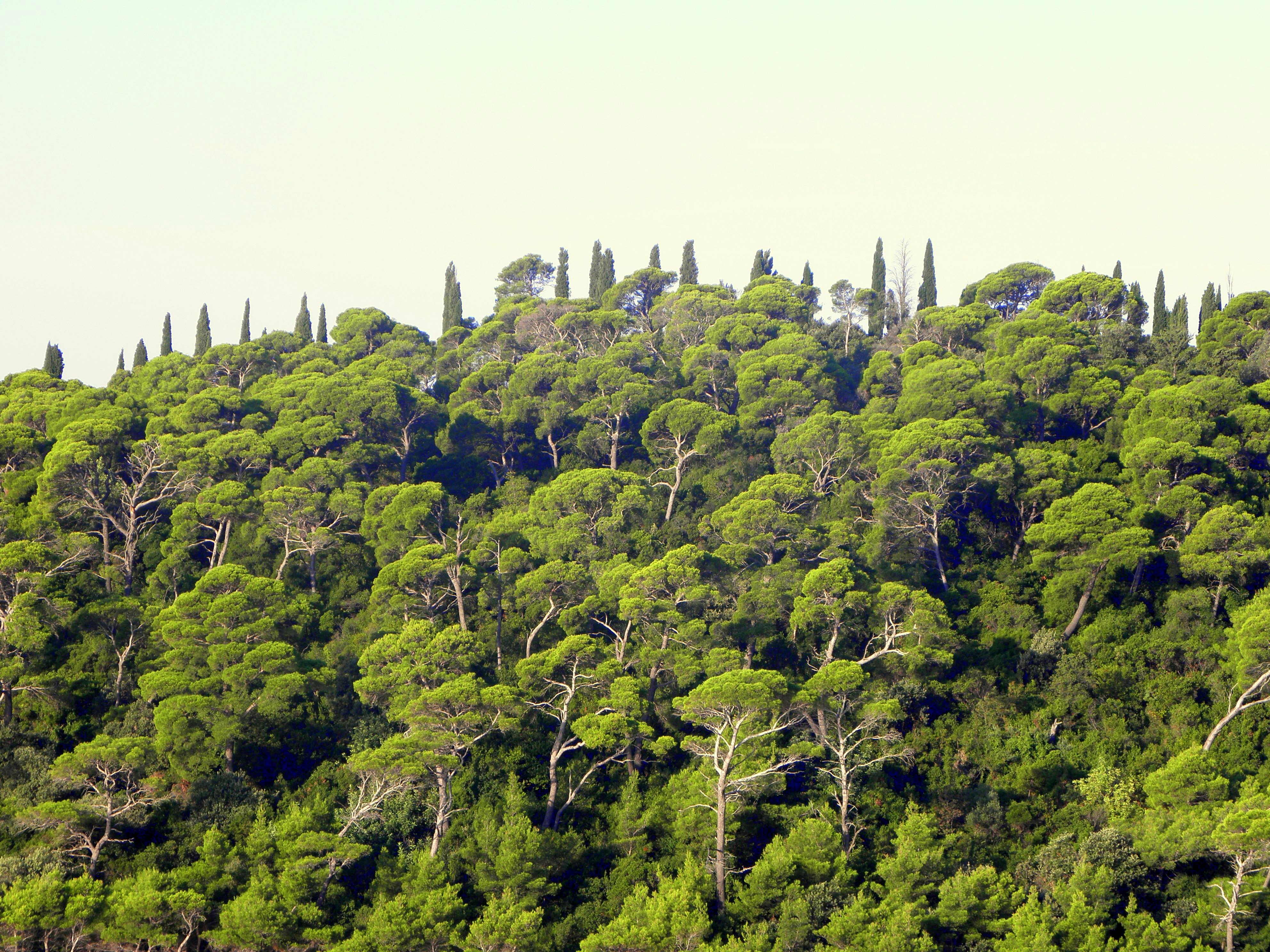
Foresta composta da pini di Aleppo (Pinus halepensis) nei pressi di Ragusa.

Le foreste di alto fusto della regione sono in gran parte ancora presenti, ma l'ecoregione è soggetta a forti pressioni antropiche. L'instabilità socio-politica seguita alla dissoluzione della Jugoslavia ha causato disboscamento illegale, caccia di frodo, inquinamento e incendi, che hanno colpito anche aree protette.
Le principali aree protette della regione sono:
- Parco nazionale del Velebit settentrionale (Croazia);
- Parco nazionale della Cherca (Krka) (Croazia);
- Parco nazionale di Llogara (Albania);
- Parco nazionale di Hotova-Dangëlli (Albania);
- Parco nazionale del Monte Lovćen (Montenegro);
- Parco nazionale delle gole di Vikos-Aoos (Grecia).

Nella porzione italiana dell'ecoregione non vi sono parchi nazionali, ma esistono alcune aree protette, tra cui la Riserva naturale della Valle Cavanata e la Riserva naturale della Foce dell'Isonzo.